# Susuman
Susuman (ryska Сусума́н) är en stad i Magadan oblast i Ryssland. Den ligger vid floden Bereljokh, 650 kilometer nordväst om Magadan. Folkmängden uppgår till cirka 5 000 invånare.

## Historia
Orten grundades 1936 som en sovchos med namnet Susuman efter den närbelägna floden med samma namn. Mellan 1949 och 1956 var Susuman platsen för ett av Sovjets största arbetsläger i Gulagsystemet, med upp till 16 500 fångar.
Orten fick stadsrättigheter 1964.